# Mesopotonia monodactylus
Mesopotonia monodactylus är en kräftdjursart som beskrevs av Bruce 1991. Mesopotonia monodactylus ingår i släktet Mesopotonia och familjen Palaemonidae. Inga underarter finns listade i Catalogue of Life.